# جيمس كار (موسيقي)
جيمس كار (بالإنجليزية: James Carr)‏ هو موسيقي ومغني أمريكي، ولد في 13 يونيو 1942 في كواهوما في الولايات المتحدة، وتوفي في 7 يناير 2001 في ممفيس في الولايات المتحدة بسبب سرطان الرئة.

## وصلات خارجية
- جيمس كار على موقع ميوزك برينز (الإنجليزية)
- جيمس كار على موقع أول ميوزيك (الإنجليزية)
- جيمس كار على موقع ديسكوغز (الإنجليزية)